# Описка
Опи́ска — ошибка при письме в частном послании или в документе, обычно неумышленная, оставшаяся незамеченной и не исправленной, классический случай lapsus calami (ляпсус пера).

## Краткая характеристика
В тех случаях, когда описка не представляет собой нарушения элементарной орфографии и имеет семантически определённый вид, с точки зрения психологии её возможно рассматривать как одну из разновидностей парапраксиса.
Ошибки в частных посланиях иногда становятся причиной недоразумений или казусов (забавных или неприятных), описки в официальных документах вполне способны привести к значительно более серьёзным последствиям.
Если письменная ошибка остаётся не исправленной при типографском наборе, рецензировании и последующих корректурах, например, при публикации какой-либо книги или газетной статьи, она превращается в опечатку.

Другое, что в переписках часто описки и великие случались, для которого много книг полезных было перепорчено. Но в тиснении того опасаться не потребно, ибо при напечатании всякаго перваго листа нетрудно трижды освидетельствовать и переправить, а потом хотя сколько 1000 напечатать, все равны будут.— Василий Татищев, «Разговор двух приятелей о пользе науки и училищах», 1733
В старых русских текстах XVIII и XIX века нередко можно встретить слово «описка» в устаревшем значении: то же, что опись или описание — список с перечислением каких-либо вещей.